# Paulson Adebo
Saiid Paulson Adebo (Farmington, Míchigan, 3 de julio de 1999) más conocido como Paulson Adebo, es un jugador profesional estadounidense de fútbol americano que se desempeña en la posición de cornerback en New Orleans Saints, equipo de la National Football League (NFL).

## Carrera
Fue seleccionado en la tercera ronda en la Reunión Anual de Selección de Jugadores de la NFL de 2021. Hizo su debut profesional con el equipo New Orleans Saints, donde lleva jugando tres temporadas.